# Фергус Раздор
Фергус Раздор (др.‑ирл. Fergus Scandal; погиб в 583) — король Мунстера (579/580—583) из рода Эоганахтов из Айртир Хлиах.

## Биография
Фергус Раздор был сыном Кримтанна Айртир Хлиах (известного также как Кримтанн Деаркон) и внуком Эохайда мак Энгусы, владевшего престолом Мунстера в первой четверти VI века. Его братом был Кормак Сриабдерг — предок всех позднейших членов рода Эоганахтом из Айртир Хлиах. Владения семьи Фергуса находились на территории современных графств Лимерик и Типперэри.
Фергус Раздор назван королём Мунстера в ирландских анналах, в трактате «Laud Synchronisms» и в «Лейнстерской книге». По свидетельству «Laud Synchronisms» и «Анналов Тигернаха», предшественником Фергуса на престоле был король Кайрпре Кромм из Глендамнахских (Глендамайнских) Эоганахтов. В «Анналах Тигернаха» смерть короля Кайрпре датируется 577 годом, а кончина Фергуса — 582 годом. В то же время, в этом историческом источнике содержится противоречащее таким данным утверждение, согласно которому Фергус владел мунстерским престолом семь лет. В других анналах содержатся иные датировки гибели Фергуса: в «Анналах четырёх мастеров» — 580 год, в «Хронике скоттов» — 583 год. Такие же противоречивые свидетельства сообщаются и о продолжительности правления Фергуса: например, в «Laud Synchronisms» он наделён двенадцатью годами властвования над Мунстером. Среди современных историков наиболее распространённым мнением является то, согласно которому Кайрпре Кромм скончался в 579 или в 580 году, а Фергус — в 583 году. Эти данные позволяют датировать правление Фергуса Раздора 579/580—583 годами.
По данным средневековых источников, Фергус Раздор погиб насильственной смертью. Об этом сообщается в «Анналах четырёх мастеров» и «Хронике скоттов». Согласно мунстерским преданиям, Фергус был убит лейнстерцами. Сообщается также, что в качестве компенсации за гибель своего правителя мунстерцы получили от лейнстерцев земли Осрайге. Однако по мнению историка Ф. Д. Бирна, это свидетельство — поздняя фальсификация, широко распространившаяся не ранее IX века. Вероятно, целью её создания было обосновать притязания правителей Осрайге на престол Лейнстера.
О том, кто был непосредственным преемником Фергуса Раздора на престоле Мунстера, в исторических источниках сообщаются противоречивые сведения. Согласно ирландским анналам и «Лейнстерской книге», новым правителем королевства стал Федлимид мак Тигернайг из рода Ратлендских Эоганахтов, в то время как в трактате «Laud Synchronisms» преемником Фергуса назван Федлимид мак Кайрпри Круймм из Глендамнахских Эоганахтов. Однако, возможно, что сведения о владении Федлимидом мак Кайрпри Круйммом престолом Мунстера могут быть малодостоверными свидетельствами позднейших ирландских авторов, находившихся под покровительством членов рода Глендамнахских Эоганахтов.
В «Мунстерской книге» Фергус Раздор упоминается как родоначальник правителей мунстерского септа Уи Аннлуайн.